# 阿姆雷利县

古吉拉特邦索拉什特拉地区

阿姆雷利县（Amreli District）为印度古吉拉特邦所辖，位于索拉什特拉（Saurashtra）地区，面积6,760平方公里，人口1,393,918人（2001年） ，其中城镇人口 22.45%。县治阿姆雷利。